# Équipe d'Allemagne de l'Ouest de football à la Coupe du monde 1966
La RFA est finaliste de la coupe du monde de football de 1966.

## Effectif
| Numéro / Nom       | Numéro / Nom            | Club                | Date de naissance   | Age             | J.              | Buts            |                 |                 |                 |
| Gardiens de but    | Gardiens de but         | Gardiens de but     | Gardiens de but     | Gardiens de but | Gardiens de but | Gardiens de but | Gardiens de but | Gardiens de but | Gardiens de but |
| ------------------ | ----------------------- | ------------------- | ------------------- | --------------- | --------------- | --------------- | --------------- | --------------- | --------------- |
| 21                 | Günter Bernard          | Werder Brême        | 04.11.1939          | 26 ans          | 0               | 0               | 0               | 0               | 0               |
| 22                 | Sepp Maier              | Bayern Munich       | 28.02.1944          | 22 ans          | 0               | 0               | 0               | 0               | 0               |
| 1                  | Hans Tilkowski          | Borussia Dortmund   | 12.07.1935          | 31 ans          | 6               | 0               | 0               | 0               | 0               |
| Défenseurs         |                         |                     |                     |                 |                 |                 |                 |                 |                 |
| 2                  | Horst-Dieter Höttges    | Werder Brême        | 10.09.1943          | 22 ans          | 5               | 0               | 0               | 0               | 0               |
| 14                 | Friedel Lutz            | Eintracht Francfort | 21.01.1939          | 27 ans          | 1               | 0               | 0               | 0               | 0               |
| 15                 | Bernd Patzke            | TSV Munich 1860     | 14.03.1943          | 23 ans          | 0               | 0               | 0               | 0               | 0               |
| 17                 | Wolfgang Paul           | Borussia Dortmund   | 25.01.1940          | 26 ans          | 0               | 0               | 0               | 0               | 0               |
| 3                  | Karl-Heinz Schnellinger | Milan AC            | 31.03.1939          | 27 ans          | 6               | 0               | 0               | 0               | 0               |
| 4                  | Willi Schulz            | Hambourg SV         | 04.10.1938          | 27 ans          | 6               | 0               | 0               | 0               | 0               |
| 18                 | Klaus-Dieter Sieloff    | VfB Stuttgart       | 27.02.1942          | 24 ans          | 0               | 0               | 0               | 0               | 0               |
| 6                  | Wolfgang Weber          | FC Cologne          | 26.06.1944          | 22 ans          | 6               | 1               | 1               | 0               | 0               |
| Milieux de terrain |                         |                     |                     |                 |                 |                 |                 |                 |                 |
| 4                  | Franz Beckenbauer       | Bayern Munich       | 11.09.1945          | 20 ans          | 6               | 4               | 2               | 0               | 0               |
| 7                  | Albert Brülls           | Brescia             | 26.03.1937          | 29 ans          | 2               | 0               | 0               | 0               | 0               |
| 20                 | Jürgen Grabowski        | Eintracht Francfort | 07.07.1944          | 22 ans          | 0               | 0               | 0               | 0               | 0               |
| 8                  | Helmut Haller           | Bologne FC          | 21.07.1939          | 27 ans          | 5               | 6               | 0               | 0               | 0               |
| 16                 | Max Lorenz              | Werder Brême        | 19.08.1939          | 26 ans          | 0               | 0               | 0               | 0               | 0               |
| 12                 | Wolfgang Overath        | FC Cologne          | 29.09.1943          | 22 ans          | 6               | 0               | 1               | 0               | 0               |
| Attaquants         |                         |                     |                     |                 |                 |                 |                 |                 |                 |
| 11                 | Lothar Emmerich         | Borussia Dortmund   | 29.11.1941          | 24 ans          | 4               | 1               | 0               | 0               | 0               |
| 10                 | Siegfried Held          | Borussia Dortmund   | 07.08.1942          | 23 ans          | 6               | 1               | 0               | 0               | 0               |
| 13                 | Heinz Hornig            | FC Cologne          | 28.09.1937          | 28 ans          | 0               | 0               | 0               | 0               | 0               |
| 19                 | Werner Krämer           | MSV Duisbourg       | 26.04.1936          | 30 ans          | 1               | 0               | 0               | 0               | 0               |
| 9                  | Uwe Seeler              | Hambourg SV         | 05.11.1936          | 29 ans          | 6               | 2               | 0               | 0               | 0               |
| Sélectionneur      |                         |                     |                     |                 |                 |                 |                 |                 |                 |
|                    | Helmut Schön            |                     | 15.09.1915 (50 ans) |                 |                 |                 |                 |                 |                 |

## Qualification
| Rang | Équipe               | Pts | J | G | N | P | Bp | Bc | Diff |  | Résultats (▼ dom., ► ext.) |     |     |     |
| ---- | -------------------- | --- | - | - | - | - | -- | -- | ---- |  | -------------------------- | --- | --- | --- |
| 1    | Allemagne de l'Ouest | 7   | 4 | 3 | 1 | 0 | 14 | 2  | +12  |  | Allemagne de l'Ouest       |     | 1-1 | 5-0 |
| 2    | Suède                | 5   | 4 | 2 | 1 | 1 | 10 | 3  | +7   |  | Suède                      | 1-2 |     | 3-0 |
| 3    | Chypre               | 0   | 4 | 0 | 0 | 4 | 0  | 19 | -19  |  | Chypre                     | 0-6 | 0-5 |     |

## Coupe du monde

### Premier tour
| Date            | Équipe 1             | Équipe 2             | Résultat      | Buteurs                                                   |
| 12 juillet 1966 | Allemagne de l'Ouest | Suisse               | 5 - 0 (3 - 0) | Held 16e, Haller 20e et 78e (pen), Beckenbauer 40e et 52e |
| 16 juillet 1966 | Argentine            | Allemagne de l'Ouest | 0 - 0 (0 - 0) |                                                           |
| 20 juillet 1966 | Allemagne de l'Ouest | Espagne              | 2 - 1 (1 - 1) | Emmerich 39e, Seeler 83e ; Fusté 24e                      |

| Place | Équipe               | Points | J | G | N | P | Buts + | Buts - | Diff. |
| 1er   | Allemagne de l'Ouest | 5      | 3 | 2 | 1 | 0 | 7      | 1      | +6    |
| 2e    | Argentine            | 5      | 3 | 2 | 1 | 0 | 4      | 1      | +3    |
| 3e    | Espagne              | 2      | 3 | 1 | 0 | 2 | 4      | 5      | -1    |
| 4e    | Suisse               | 0      | 3 | 0 | 0 | 3 | 1      | 9      | -8    |

### Quart de finale
| Date            | Équipe 1             | Équipe 2 | Résultat      | Buteurs                                           |
| 23 juillet 1966 | Allemagne de l'Ouest | Uruguay  | 4 - 0 (1 - 0) | Haller 10e, Beckenbauer 70e, Seeler 75e, Held 84e |

### Demi-finale
| Date            | Équipe 1             | Équipe 2         | Résultat      | Buteurs                                    |
| 25 juillet 1966 | Allemagne de l'Ouest | Union soviétique | 2 - 1 (1 - 0) | Haller 44e, Beckenbauer 68e ; Porkujan 88e |

### Finale
La finale de 1966 est la seule durant laquelle un coup du chapeau (signé Geoffrey Hurst) fut réalisé. Le troisième but des anglais est encore très controversé à l'heure actuelle. Et comme pour minimiser les conséquences de ce but litigieux, Hurst marque un autre but, le quatrième de son équipe, qui remporte la Coupe du monde.
| 30 juillet 1966 15h00     | Angleterre                         | 4 - 2 a.p.            | Allemagne de l'Ouest   | Wembley, Londres                                                        |                                                                         |
| Historique des rencontres | Hurst 18e, 101e, 120e · Peters 78e | (1 - 1, 2 - 2, 3 - 2) | Haller 12e · Weber 90e | Spectateurs : 94 000 · Arbitrage : Gottfried Dienst · Photos du match · | Spectateurs : 94 000 · Arbitrage : Gottfried Dienst · Photos du match · |
| Historique des rencontres | Rapport                            |                       |                        | Spectateurs : 94 000 · Arbitrage : Gottfried Dienst · Photos du match · | Spectateurs : 94 000 · Arbitrage : Gottfried Dienst · Photos du match · |

|  | Titulaires : Gordon Banks George Cohen Jack Charlton Bobby Moore Ramon Wilson Nobby Stiles Robert Charlton Martin Peters Alan Ball Roger Hunt Geoffrey Hurst Entraîneur : Alf Ramsey | Finale de la Coupe du monde 1966 |  | Titulaires : Hans Tilkowski Horst Höttges Willi Schulz Wolfgang Weber Karl-Heinz Schnellinger Franz Beckenbauer Wolfgang Overath Helmut Haller Uwe Seeler Sigfried Held Lothar Emmerich Entraîneur : Helmut Schön |